# Коле дела Гвардија (Фрозиноне)
Коле дела Гвардија је насеље у Италији у округу Фрозиноне, региону Лацио.
Према процени из 2011. у насељу је живело 36 становника. Насеље се налази на надморској висини од 144 м.